# King of Pain
«King of Pain», cuya traducción literalmente significa «Rey del Dolor» es una canción del grupo de rock británico The Police, originalmente incluida en su álbum de 1983, Synchronicity.

## Músicos
- Sting - Voz, bajo, piano, coro
- Andy Summers - Coro, guitarras
- Stewart Copeland - Batería

## Lista de canciones

### 7": A&M / AM 176 (RU)
1. "King of Pain" - 4:59
2. "Tea in the Sahara" (En vivo) - 5:05

### 7": A&M / AM-2569 (EE.UU.)
1. "King of Pain" - 4:59
2. "Someone to Talk To" - 3:08

### 12": A&M / AMX 176 (RU)
1. "King of Pain" - 4:59
2. "Tea in the Sahara" (En vivo) - 5:05

## Versión de Alanis Morissette
Alanis Morissette versionó la canción en formato acústico para su álbum en directo MTV Unplugged y que se publicó como segundo sencillo del álbum.. El sencillo de CD incluye los temas "Thank U" y "Your House" que se grabaron durante el concierto Unplugged pero no se incluyeron en el álbum.

### Lista de canciones
1. «King of Pain»
2. «Thank U»
3. «Baba»
4. «Your House»